# Фондакели-Фантина
Фондакели-Фантина (итал. Fondachelli-Fantina) је насеље у Италији у округу Месина, региону Сицилија.
Према процени из 2011. у насељу је живело 1235 становника. Насеље се налази на надморској висини од 634 м.

## Становништво
Према резултатима пописа становништва 2011. у општини је живело 1.090 становника.
| 1936. | 1951. | 1961. | 1971. | 1981. | 1991. | 2001. | 2011. |
| ----- | ----- | ----- | ----- | ----- | ----- | ----- | ----- |
| 3.677 | 3.617 | 3.271 | 2.779 | 1.921 | 1.643 | 1.235 | 1.090 |